# On the Loose (canção)
"On the Loose" é uma canção do cantor irlandês Niall Horan, gravada para seu álbum de estreia Flicker. Foi escrita por Horan, John Ryan e o produtor Julian Bunetta. A faixa foi enviada para rádios mainstream estadunidenses em 16 de fevereiro de 2018, servindo como o quarto single do álbum.

## Antecedentes
Horan estreou a canção em 13 de maio de 2017 durante sua apresentação no Summer Kick Off do Channel 93.3 em San Diego. Em 29 de maio de 2017, Horan se apresentou no Citi Concert Series do Today Show, encerrando o programa com uma estreia ao vivo na TV de "On the Loose".
Horan admitiu em uma entrevista ao Herald Sun que canalizou Fleetwood Mac para a canção. "Você pode ouvir o 'Mac sobre isso. Todo mundo está sempre tentando escrever seus próprios sonhos. Tenho apenas 24 anos, Fleetwood Mac é a música que ouço desde os quatro anos. Eu escuto muitos outros tipos de música, mas isso é o que sempre me acompanhou. Eu estava passando por uma fase punk rock quando eu tinha 15 anos, agora eu gosto de punk rock mas eu não pegaria meu iPod e iria direto para ele, provavelmente ver Mac e Crosby Stills e Nash e Jackson Browne e Tom Petty. São os artistas na minha cabeça, eu acho que você pode ouvir isso no álbum".
Ele anunciou em 5 de fevereiro de 2018 através das redes sociais que a canção seria o quarto single do álbum. A obra de arte, ilustrada por Kyler Martz, apresenta um desenho de uma mulher segurando um coração, cercada de flores, algumas têm pernas e olhos sobre eles. Um lyric video animado para a canção foi lançado em 12 de fevereiro de 2018, depois que Horan postou um teaser de 20 segundos no dia anterior.

## Desempenho comercial

### Tabelas semanais
| Tabela musical (2017–18)                | Melhor posição |
| --------------------------------------- | -------------- |
| Bélgica (Ultratop 40 da Valônia)        | 24             |
| Bélgica (Ultratop 50 de Flandres)       | 24             |
| Chéquia (Rádio Top 100)                 | 45             |
| Escócia (Official Charts Company)       | 66             |
| Estados Unidos (Adult Contemporary)     | 29             |
| Estados Unidos (Adult Pop Songs)        | 16             |
| Estados Unidos (Dance/Mix Show Airplay) | 31             |
| Estados Unidos (Mainstream Top 40)      | 22             |
| Irlanda (IRMA)                          | 47             |
| México (Mexico Airplay)                 | 38             |
| Nova Zelândia (RMNZ)                    | 3              |
| Países Baixos (Dutch Top 40)            | 35             |
| Polónia (Polish Airplay Top 100)        | 20             |
| Reino Unido (UK Singles Chart)          | 94             |
| Suécia (Sverigetopplistan)              | 14             |